# Onufry Gniewomir Bęklewski
Onufry Gniewomir Bęklewski herbu Nałęcz (żył w XVIII wieku) – marszałek brzeski litewski konfederacji barskiej, starosta lachowicki.
24 września 1768 obwołany przez 500 szlachty marszałkiem konfederacji barskiej województwa brzeskiego. Jego oddział został wkrótce rozbity przez Rosjan, a on sam zmuszony został po kapitulacji w Nieświeżu do opuszczenia kraju. Udał się do Tylży, a wiosną 1769 wyjechał na Słowację. 6 lipca wydał w Świeciu uniwersał, wzywający do walki z najeźdźcą. Nie uznał Generalności konfederackiej i 7 grudnia został formalnie pozbawiony dowództwa. Na własną rękę przebił się ze swoim oddziałem i połączył z partią Józefa Sawy Calińskiego na Mazowszu. Formalnie skazany na karę śmierci przez Generalność. 2 lutego 1772 wziął udział w przegranej bitwie pod Doroszewiczami i dostał się do rosyjskiej niewoli. Zesłany na Syberię. Powrócił do kraju w 1775, w 1780 skazany na karę śmierci za najazdy.